# Édesvízi szivacsok
Az édesvízi szivacsok (Spongillida) a szivacsok (Porifera) törzsébe sorolt kova–szaru szivacsok (Demospongiae) osztályában a Heteroscleromorpha alosztály egyik rendje hat recens és egy kihalt családdal.

## Származásuk, elterjedésük
Hosszú evolúciós idejük okán igazi kozmopolita élőlények, amelyek minden kontinens édesvizeiben fellelhetők (értelemszerűen az Antarktisz kivételével). A trópusokon a leggyakoribbak; faj- és egyedszámuk a sarkvidékekhez közelítve csökken.
Európa édesvizeiben csak 14 fajuk él; közülük hat fordul elő Magyarországon is. A Balatonban mind a hat hazai faj megtalálható.

## Megjelenésük, felépítésük
Egyes fajaik biztosan csak mikroszkóp alatt, a gyöngysarjak falában elhelyezkedő, jellegzetes gyöngysarjtűk (gemmosclera) alapján határozhatók meg.

## Életmódjuk, élőhelyük
Ez a szivacsok egyetlen édesvízi rendje; az összes többi taxon tengeri.
A tiszta, oxigéndús, csendes, sekély vizeket kedvelik, azok szennyeződése miatt pl. Magyarországon az 1980-as évek vége óta erősen visszaszorulóban vannak (különösen a balatoni szivacs).

### Szaporodásuk
Bár hímnősek, de az esetek nagy többségében ivartalanul, a telep gyarapodásával szaporodnak. Késő ősszel telepeik többnyire elpusztulnak, és csak a téli kitartóképletek (hibernaculum) maradnak életben az úgynevezett gyöngysarjakkal (gemmulákkal). Ezek a szivacs belsejében alakulnak ki, és a telep pusztulásával válnak szabaddá. A kiszabaduló sejtek tavasszal új telepet hoznak létre. A telepek nyár közepére érik el teljes méretüket.

## Felhasználásuk
A gemmulákban sok a jód, ezért a népi gyógyászatban régebben porrá őrölve a pajzsmirigy jódhiány okozta betegsége (golyva) ellen fogyasztották.